# Правдива брехня
Правдива брехня (англ. True Lies) — американський комедійний бойовик 1994 року за участю Арнольда Шварценеггера та Джеймі Лі Кертіс, сценаристом і режисером якого став Джеймс Камерон. Фільм оснований на французькій комедії 1991 року «Тотальне стеження». Стрічку номінували на премію Оскар за найкращі спецефекти, а акторку Джеймі Лі Кертіс відзначили премією Золотий Глобус за її роль комедійного персонажа Гелен Таскер.
Це перший фільм в історії, виробництво якого коштувало $100 мільйонів. У всесвітньому прокаті він зібрав $378 мільйонів, ставши третім найкасовішим фільмом 1994 року.

## Опис
Гаррі Таскер, як і належить секретному агенту, веде подвійне життя. Удома він тихий і добропорядний сім'янин і співробітник комп'ютерної компанії, який часто виїжджає у відрядження. Його дружина Гелен Таскер навіть і не підозрює, що він насправді спеціальний агент, який в цей момент полює за терористичною групою. В ході подій Гаррі починає підозрювати, що у Гелен є інший чоловік. Шляхом стеження із залученням ресурсів своєї надсекретної служби він дізнається, що залицяльник його дружини якийсь Саймон. Горе-залицяльник виявився дешевим інтриганом, який спокушав жінок, прикинувшись «Джеймсом Бондом». Зрештою Гелен зберігає подружню вірність, але Гаррі проводить допит Гелен за напівпрозорим склом, змінюючи свій голос і зрозумівши, що він сам винен у тому, що дружина попалася на спокусі — їй набридло його постійна відсутність вдома і нудне одноманітне життя. Він залучає дружину в імпровізовані шпигунські ігри. Він доручає їй роботу на уряд США в обмін на зняття звинувачень у шпигунстві і зв'язках з міжнародним терористом Карлосом «Шакалом» (реальна особа, за якого Гаррі, користуючись незнанням дружини, видає Саймона). Гелен, звичайно ж, погоджується. Першим завданням Гелен повинна бути роль повії Мішель в готелі, нібито для підозрюваного в торгівлі зброєю злочинця, роль якого виконує сам Гаррі. Тим часом за самим Гаррі вже давно стежать члени терористичної групи. Вони крадуть Гаррі та його дружину з номера в готелі, де вона виконувала стриптиз, і вивозять в напрямку однієї з баз на островах Флорида-Кіс...

## У ролях
- Арнольд Шварценеггер — Гаррі Таскер
- Джеймі Лі Кертіс — Гелен Таскер
- Том Арнольд — Альберт Гібсон
- Білл Пекстон — Саймон
- Тіа Каррере — Джуно Скінер
- Арт Малік — Салім Абу Азіз
- Елайза Душку — Дана Таскер
- Грант Геслов — Файсил
- Чарлтон Гестон — Спенсер Трільбі
- Маршалл Манеш — Джамал Халед

## Нагороди та номінації
Золотий Глобус
- Найкраща акторка: Джеймі Лі Кертіс

Премія БАФТА у кіно
- номінація: Найкращі візуальні ефекти

Премія Сатурн
- Найкраща акторка: Джеймі Лі Кертіс
- Найкращий режисер: Джеймс Камерон
- Найкращі візуальні ефекти
- номінації:
  - Найкращий актор: Арнольд Шварценеггер
  - Найкраща акторка другого плану: Тіа Каррере
  - Найкращий актор другого плану: Білл Пекстон
  - Найкращий пригодницький фільм, бойовик чи трилер

Оскар
- номінація: Найкращі візуальні ефекти

MTV Movie Awards
- номінації:
  - Найкраща акторка: Джеймі Лі Кертіс
  - Найкраще комедійне виконання: Том Арнольд
  - Найкращий поцілунок: Арнольд Шварценеггер і Джеймі Лі Кертіс
  - Найкращий танець: Арнольд Шварценеггер і Джеймі Лі Кертіс
  - Найкраща екшн-сцена: Вибух моста/Порятунок лімузина

Премія Гільдії кіноакторів США
- номінація: Найкраща акторка другого плану: Джеймі Лі Кертіс

## Цікавинки
- За результатами опиту, проведеного виданням Current, сцена з фільму "Правдива брехня", в якій акторка Джемі Лі Кертіс показує стриптиз своєму чоловіку, думаючи при цьому, що виконує секретне завдання американських спецслужб, займає перше місце в рейтингу найкращих сцен стриптизу в кіно.[2]
- Якщо придивитися уважно до сцени, де Гаррі Таскер у відчаї, що його дружина йому зраджує, йде вулицею, то можна побачити як літня жінка спостерігає за зніманням фільму.